# Lengronne
Lengronne – miejscowość i gmina we Francji, w regionie Normandia, w departamencie Manche.
Według danych na rok 1990 gminę zamieszkiwały 432 osoby, a gęstość zaludnienia wynosiła 36 osób/km² (wśród 1815 gmin Dolnej Normandii Lengronne plasuje się na 485. miejscu pod względem liczby ludności, natomiast pod względem powierzchni na miejscu 385.).